# Васюков, Семён Иванович
Семён Иванович Васюков (1854―1908) — русский писатель.

## Биография
Родился в Москве. Отец Васюкова ― из крестьянской семьи, мать ― из купеческой. Окончил 3-ю московскую гимназию, учился в Горном институте (1871―1874), в Петровско-Разумовской академии (1875―1876). Принимал участие в студенческих кружках народнического толка. С 1873 года состоял под негласным надзором полиции, несколько раз подвергался арестам, а в 1879 был выслан в г. Котельнич Вятской губернии. В 1880 году вернулся в Москву, некоторое время служил в статистическом бюро у В. И. Орлова, затем нанялся на сельскохозяйственные работы к А. Н. Энгельгардту (д. Батищево Смоленской губернии), а оттуда ушёл на Волгу. Весной 1883 года приехал в Москву, но был вынужден снова её покинуть по распоряжению полиции. Сначала жил в Мценске, затем в Смоленской губернии, где написал свой первый рассказ «Отщепенец» (1886) о драматической судьбе беглого крестьянина. В 1884 году, получив разрешение на проживание в Москве, стал сотрудником газеты «Русский курьер», затем принял участие в издании газеты «Светоч» (1885), вскоре закрытой. Помощник секретаря управления Московско-Рязанской железной дороги (1886―1892). Чиновник особых поручений в Московской казённой палате (1900―1903). С 1903 года жил в своём имении (Архипо-Осиповка), участвовал в общественной жизни Ставропольского края, выступал со статьями в защиту интересов местного населения.
Печатал рассказы и беллетристические очерки в «Наблюдателе», «Русских ведомостях», «Вестнике Европы», «Историческом вестнике» (где, кроме очерков черноморского побережья Кавказа, поместил свои воспоминания о 1870-х годах, под названием: «В народ» и воспоминания о Гл. И. Успенском и Ф. Д. Нефедове). Отдельно издал: «Среди жизни. Этюды и очерки» (М., 1890); «Очерки и рассказы» (2-е значительно дополненное издание предыдущей книги; М., 1896); «Карьеристы и идеалисты. Очерки и эскизы» (М., 1899). Помещает в газете «Слово» статьи по внутренним вопросам. Сотрудничал также в газете «Новое время», журнале «Нива» («Переселенцы. Очерки», 1908), «Родник» («В глуши. Очерки», 1903) и др. Опубликовал обличительную книгу о бульварной пpecce «Скорпионы. (Современные деятели московской прессы)» (М., 1901, 1903).
Много писал о Крыме и Кавказе, особенно в последние годы жизни, в том числе в книгах «Целебный край… Кавказские минеральные воды» (М., 1895; 2-е издание, СПб., 1901), «Край гордой красоты» (1903), «Типы и характеры. Кавказское черноморское побережье» (1908). Умер в станице Архипо-Осиповка Ставропольской губернии.